# Manoir de Barnwell

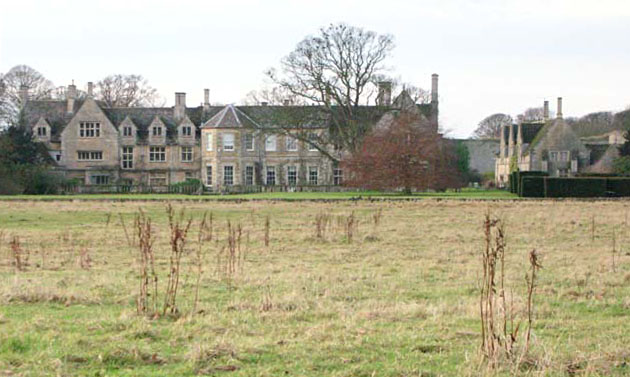
Barnwell Manor

Le manoir de Barnwell est une résidence de la famille royale britannique au XXe siècle. 

## Historique
Il est acheté dans les années 1930 par le prince Henry, duc de Gloucester, fils cadet du roi George V. Il y vit avec son épouse Alice et leurs deux fils. En 1994, la duchesse Alice vend le manoir de Barnwell et s'installe dans l'appartement 1 du palais de Kensington avec son fils et sa belle-fille.